# Карельская лайка
Карельская лайка — охотничья порода собак промыслового типа, которая произошла в результате метизации старокарельской зверовой лайки, распространённой в прежнее время в северной и северо-восточных частях Карелии.

## История породы и её происхождение
В научной литературе карельская лайка в первый раз была упомянута А. А. Ширинским-Шихматовым, который утверждал, что черты карельской лайки «обусловлено не простым прилитием волчьей крови, а с происхождением карельской лайки от крупной волкообразной ископаемой собаки (Canis Inostranzewi)». По его описаниям это были собаки следующего вида. «Голова сверху треугольной формы, сухая, но череп сравнительно с зырянской — грубее, менее рельефный, более гладкий. Лоб плоский, шире, чем у зырянской лайки. Щипец острый, длинный. Нижняя челюсть значительно короче верхней. Затылочный бугор выражен резко. Длина черепа от затылочного бугра до линии, соединяющей внутренние углы глазниц, приблизительно равна лицевой части черепа (от этой же линии до конца носа). Характерны развитые косые скулы, свойственные и волку, перелом не резкий. Ухо острое, короткое (волчье), в концах более распущенное, чем у зырянской лайки. Посажено высоко. Глаз — темно-коричневый косого разреза. Нос крупный, чёрный, с широко раскрытой ноздрей. Туловище плотное, мускулистое, подобранное в паху. Больше кости, чем у зырянской лайки.
Грудь широкая. Ребро опущено низко. Не бочковатое. Спина прямая широкая. Высота в холке около 62 см. Поясница короткая, мускулистая. Вся колодка короче, чем у зырянской лайки. Сухая кость ноги, но более толстая, нежели у зырянской собаки. Нога одета довольно богато. Лапа в сухом комке, по следу почти не отличаемая от волчьей. Преобладающий цвет — серый различных оттенков, серый с желтизной, темно-серый, очень светло-серый (почти белый — цвет тундрянского волка), и наконец, серо-рыжий. Распределение окраски весьма типично. Оно аналогично волчьему: спина всегда темнее остального туловища и часто имеет темный ремень. Голова и конечности светлее. Подпалины постепенно сливаются с окружающим окрасом, не отделяясь резко от основного цвета.
Хвост пушистый, сверху всегда темный (обычно очень темно-серый), свернут кольцом и прижат к крестцу. Реже носится серпом или поленом (опущенный вниз по волчьи). Псовина не длинная, состоящая из плотного тонкого подшерстка и длинной ости. Загривина и очесы развиты отчетливо и сильно. Плечи одеты не очень пышно, не особенно косые, высокопередость не типична. Общее впечатление крупной, сильной, несколько тяжелой, но изящной собаки».
09.09.2022 г. ФГБУ «ГОССОРТКОМИССИЯ» зарегистрирован патент на селекционное достижение, породу «Карельская лайка». Ссылка на стандарт: https://rors-os.ru/zadmin_data/file.attach/43494.pdf. В отличие от вышеуказанного описания "Карельская лайка" имеет окрас рыжий всех оттенков от тёмно-палевого до красно-рыжего. Допускаются белая проточина на шее, белые пятна на груди, животе, конечностях и на кончике хвоста, а также наличие отдельных черных остевых волос на спине, верхней части хвоста, губах. Высота в холке: кобели 42-50 см; суки 38-46 см. Вес: кобели – 11-14 кг., суки – 7-11 кг. "Карельская лайка": небольшая, лёгкая, удобная для содержания и транспортировки охотничья собака. Имеет очень широкий диапазон использования: пушной зверь (белка, куница, хорь, норка, горностай, барсук, енотовидная собака), копытные (лось, олень, кабан), медведь, фазан, боровая и водоплавающая дичь. "Карельская лайка" подвижная собака живого темперамента, с хорошо развитой ориентировочной реакцией. Очень привязана к своему владельцу и к дому, который стремится охранять. Обладает ярко выраженной охотничьей страстью. Характерный ход в работе – галоп, временами перемежающийся рысью.

## Специализация современной карельской лайки
На охоте карельскую лайку используют в основном как промысловую собаку, то есть в качестве охотника-мелочника по всем видам дичи и пушному зверю.